# Z视介
Z视介为浙江广电集团视频平台，该视频平台的节目有天赐非凡歌会、Z视介启动飙歌会、天赐的声音等。

## 历史
2023年4月18日，“Z视介”网络视频平台正式上线。同天，该平台于上线了Z视介飙歌会，在这场飙歌会中，《天赐的声音》第四季音乐合伙人吉克隽逸、刘柏辛、容祖儿等介绍了Z视介的玩法，同日，该平台正式启动，并上线了“天赐音乐部落”的六大功能，
2023年4月25-28日，该平台正式上线了天赐非凡歌会，该歌会人员包括王心凌、郑钧、张碧晨等。

## 電視劇／網絡劇（首播）
- 《火柴小姐和美味先生》

## 綜藝節目（首播）
- 《当我们遇见你》
- 《丹青中国心》
- 《戏剧中国心》
- 《手艺人大会·发型师季》
- 《大学笑友会》
- 《跑男來了》